# (6097) Koishikawa
(6097) Koishikawa est un astéroïde de la ceinture principale.

## Description
(6097) Koishikawa est un astéroïde de la ceinture principale. Il fut découvert le 29 octobre 1991 à Kitami par Kin Endate et Kazuro Watanabe. Il présente une orbite caractérisée par un demi-grand axe de 2,31 UA, une excentricité de 0,09 et une inclinaison de 6,1° par rapport à l'écliptique.

## Compléments